# La Clé laxienne
La Clé laxienne (titre original : The Laxian Key) est une nouvelle de science-fiction humoristique de Robert Sheckley, publiée pour la première fois en 1954. Elle a été reprise dans beaucoup d'anthologies de science-fiction à la fois pour son humour et son aspect allégorique sur ce que peut donner une technologie non maîtrisée. Le thème de la nouvelle est voisin de celui de L'Apprenti sorcier : l'allusion à la spirale du développement technologique mal maîtrisé, à la création d'externalités par les entreprises (syndrome « Nimby ») et à la pollution exponentielle en a fait une métaphore dans les milieux écologistes.

## Publications
- Publications aux États-Unis
  - La nouvelle a été publiée dans Galaxy Science Fiction de novembre 1954[1]
  - Elle a été publiée dans le recueil The People Trap (1968)[2], puis dans The People Trap plus Mindswap (1981)[3]

- Publications en France
  - Publication dans la revue Galaxie (no 16) en mars 1955[4] ;
  - Publication dans le recueil Le Prix du danger (1983)[5] ;
  - Publication dans l’anthologie Histoires à rebours (1984) ;
  - Publication dans l’anthologie Une histoire de la science-fiction - 2 : 1938-1957 (2000)[6] ;
  - Publication dans l’anthologie Petite anthologie de la science-fiction (dir. Joëlle Wintrebert), Sedrap (mai 2001)[7].

- Publications dans d'autres pays occidentaux
  - Publications en Italie :
    - sous le titre La Ciave lassiana (1959)[8]
    - puis sous le titre La Chiave manchina (1971)[9]

  - Publication en Allemagne sous le titre Die Produktionsmaschine (1966)[10]
  - Publication aux pays-Bas sous le titre De Sleutel der Laxiërs (1971)[11]

## Résumé
Gregor et Arnold sont coassociés dans l'entreprise AAA.
Pour une faible somme d'argent, Arnold vient d'acheter un « générateur spontané » fabriqué sur la planète Meldge qui produit gratuitement, à partir de l'énergie présente dans l'air ambiant, un matériau meldgien. Comme il est une loi fondamentale de l'économie que tout ce qui est produit peut être vendu, Arnold est certain de pouvoir vendre cette poudre, sur Terre ou ailleurs. Quelle meilleure affaire en effet que de fabriquer quelque chose à partir de rien ? Pour mettre en marche le générateur, il suffit d'appuyer sur le bouton « Marche ». Pour l'arrêter, il faut utiliser une « clé laxienne ». Arnold met en marche la machine.
Après tâtonnements, Arnold découvre que la machine fabrique du Tangreese, une fine poudre grise qui constitue l'aliment de base des Meldgiens. Gregor se renseigne pour déterminer qui souhaiterait acheter du Tangreese. Il apparaît vite que la demande de Tangreese sur Terre est quasi nulle. Découvrant que le Tangreese peut servir de matériau basique dans la construction, par mélange avec le béton et l'acier, les deux hommes contactent des entreprises de construction, mais là encore ils sont déçus : le Tangreese ne bénéficie d'aucune demande. Pendant leurs recherches pour vendre le matériau, la machine continue sa production de poudre grisâtre. Les deux hommes évacuent une partie du Tangreese en l'entreposant dans le hall de l'immeuble.
Le lendemain matin, alerté par le syndic de l'immeuble, un policier vient les mettre en garde : il est impératif qu'ils enlèvent la fine poudre grise qui s'amoncelle et qui se diffuse dans tout l'immeuble. Puis un employé de la compagnie d'électricité vient leur rendre visite : on a constaté depuis la veille un détournement énorme d'énergie en direction de leur immeuble. Puisqu'ils reconnaissent être les propriétaires d'une machine produisant ces grandes quantités de poudre grise, on leur enverra la facture de consommation d'électricité, et cette facture s'annonce astronomique : l'énergie de fonctionnement du générateur spontané n'est pas aussi gratuite qu'elle le semblait !
Les deux hommes décident d'arrêter les frais et de couper la machine. Pour cela, il faut une « clé laxienne ». Or ils n'en ont pas, et le ferrailleur qui a vendu le générateur à Arnold leur rétorque que l'aspect dérisoire du prix était lié à cette absence de clef. Ils contactent des musées, des instituts ethnographiques, des antiquaires, des ferrailleurs : personne n'a de clé laxienne et la plupart de leurs interlocuteurs n'en ont jamais entendu parler… Le générateur continue de fabriquer du Tangreese sans qu'on puisse l'arrêter.
Ils placent la machine dans leur astronef personnel et se dirigent vers la planète Meldge. Arrivés au spatioport, les cales bourrées de Tangreese, le douanier leur explique qu’il n'est pas question qu'ils débarquent sur la planète, recouverte d'une épaisse couche de Tangreese. Le récit se termine par une apostrophe du douanier : « Cependant, dit-il, si un jour vous mettez la main sur une clef laxienne, revenez donc. Ce sont dix statues que nous érigerons en votre honneur ! ».